# Harro Frey

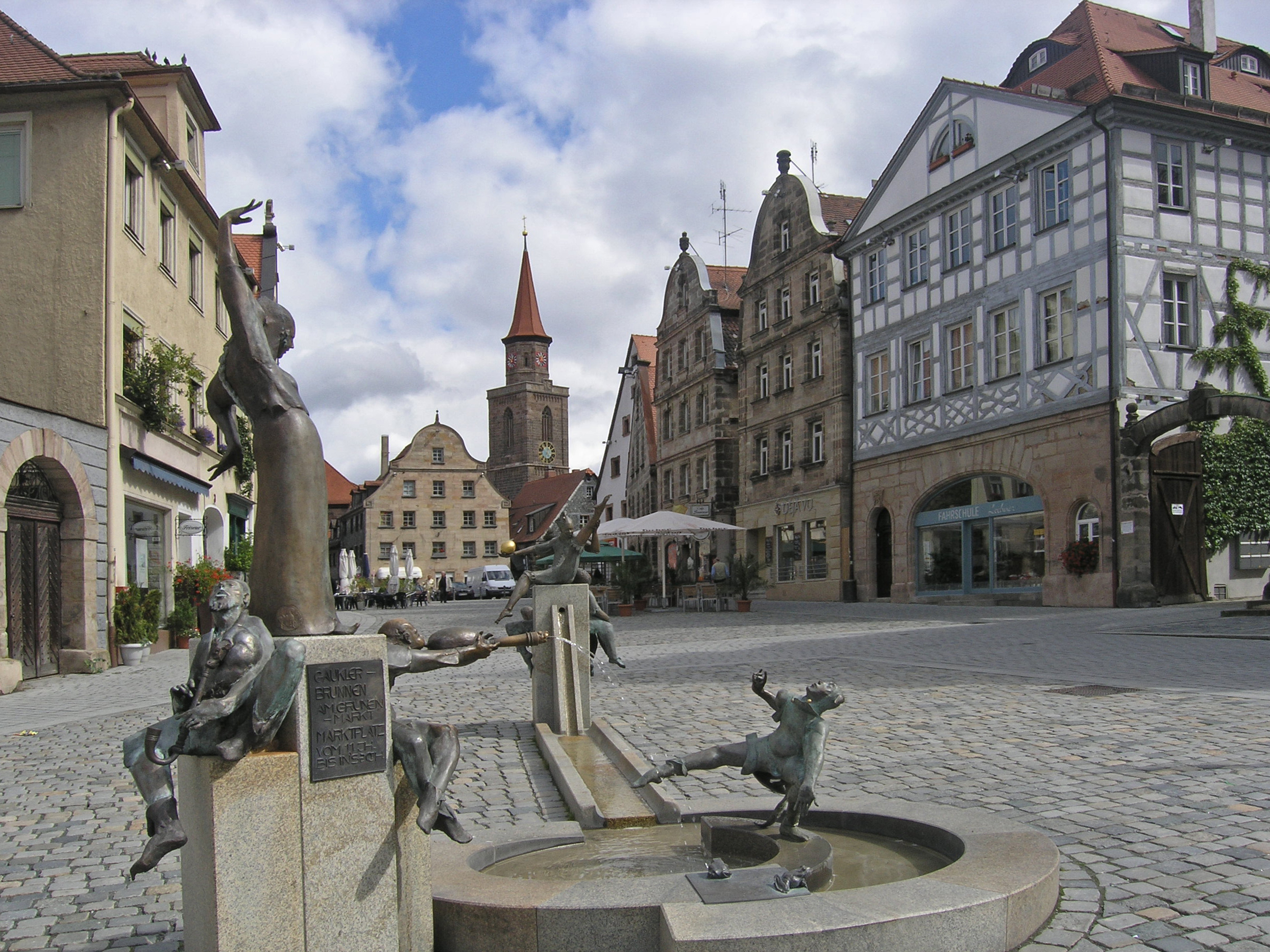
Gauklerbrunnen auf dem Grünen Markt in Fürth

Harro Frey (* 1942 in Uffenheim; † 23. Mai 2011) war ein deutscher Bildhauer. Er betrieb von 1971 bis zu seinem Tod eine Werkstatt in Igensdorf, Ortsteil Pettensiedel. Von 1958 bis 1967  studierte er Bildhauerei an der Akademie der Bildenden Künste Nürnberg. Seine Werke sind in Franken allgegenwärtig (z. B. in Hof, Coburg, Nürnberg, Fürth, Effeltrich, Igensdorf, Eschenau und Forchheim). Besonders schöne Skulpturen findet man im Park von Schloss Unterleinleiter. 

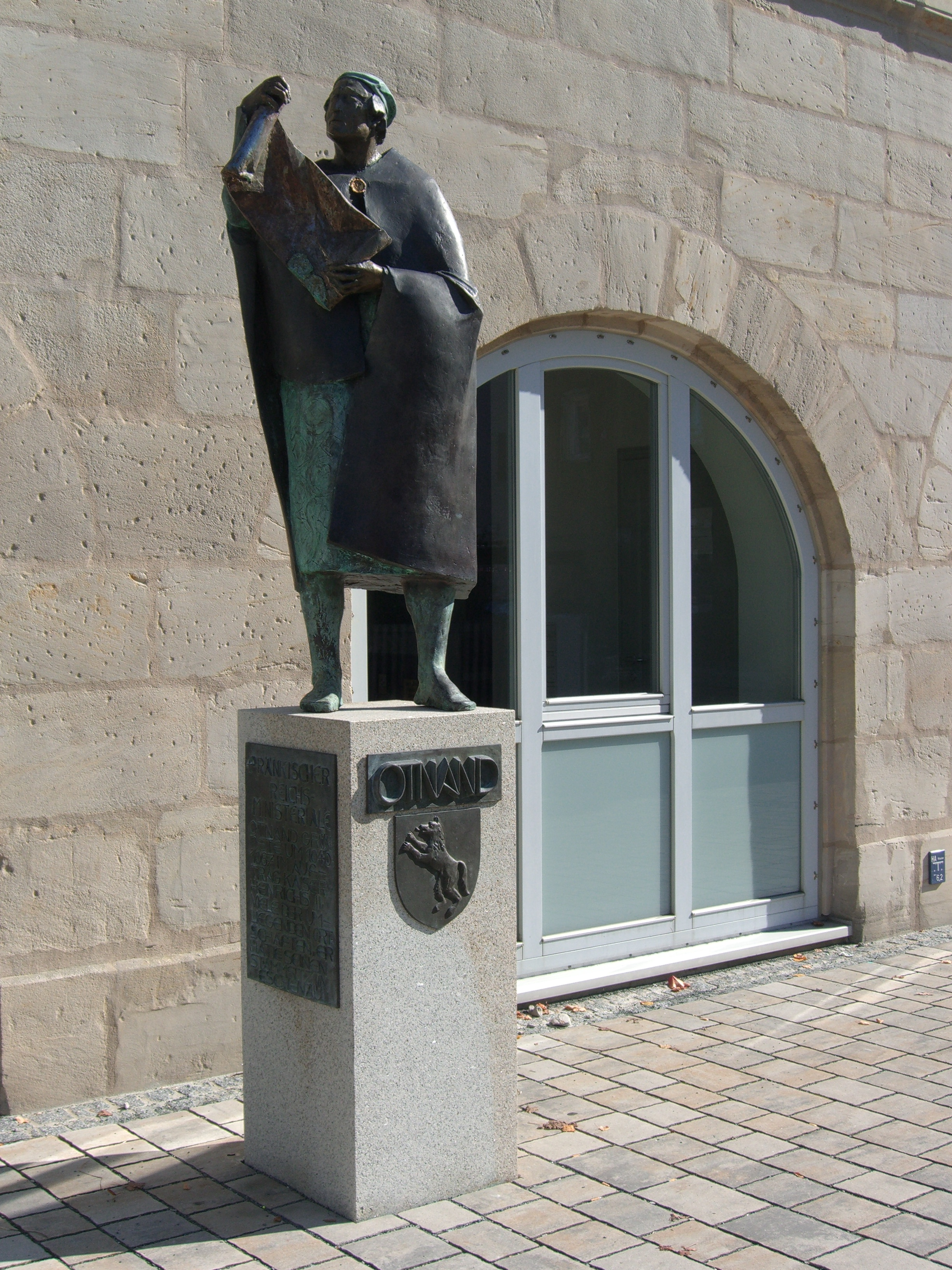
Das Denkmal für den Ortsgründer Otnand

## Preise / Auszeichnungen
- 1965: Akademiepreis der Akademie der Bildenden Künste Nürnberg
- 1996: Kulturpreis der oberfränkischen Wirtschaft, gestiftet von der Industrie- und Handelskammer für Oberfranken Bayreuth
- 1999: Kulturpreis des Landkreises Forchheim
- 2008: Kulturpreis der Oberfrankenstiftung